# Calvi

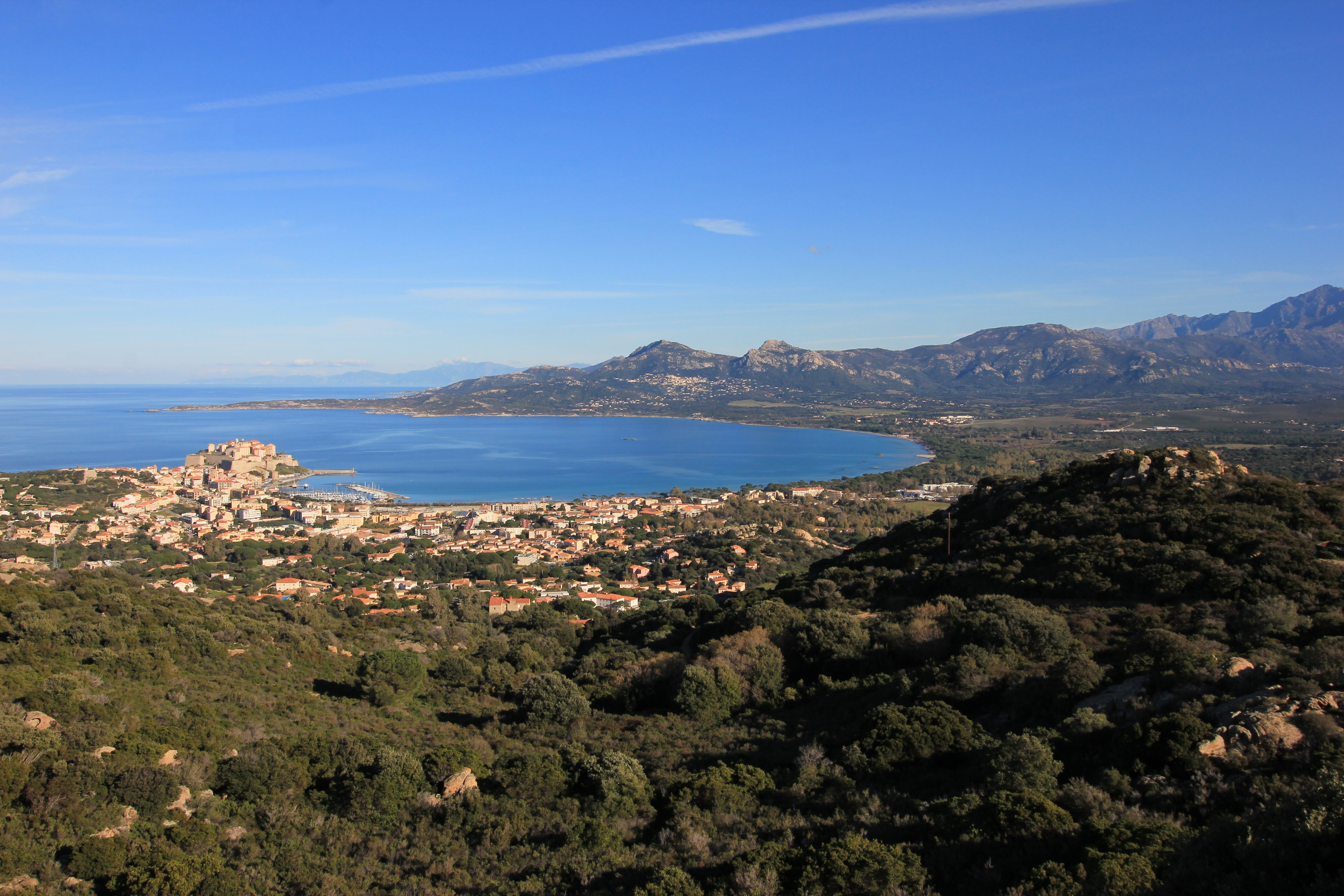
Blick über die Bucht von Calvi, im Hintergrund Cap Corse

Die künstlerisch gestaltete Zitadelle zum Festival du Vent

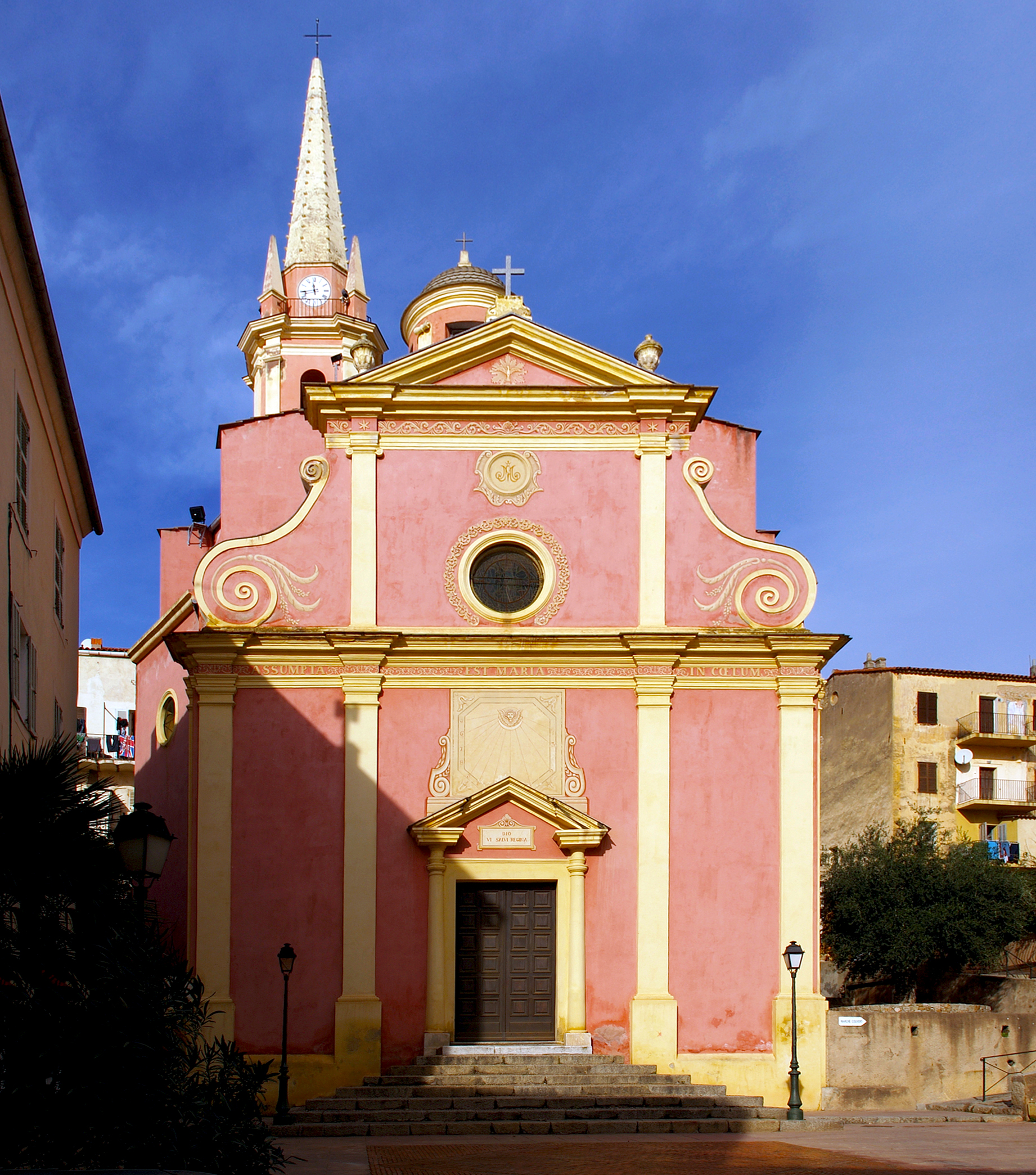
Dorfkirche Sankt Maria

Calvi ist eine französische Hafenstadt an der Nordwestküste Korsikas und Hauptort der Landschaft Balagne. Mit 5720 Einwohnern (Stand 1. Januar 2022) ist sie die fünftgrößte Gemeinde auf Korsika.

## Geografie
Calvi liegt 95 km von Bastia und 24 km von L’Île-Rousse entfernt am Golf von Calvi.
Die Stadt besteht aus der Unterstadt, in der das Rathaus, der Marktplatz und der bedeutende Yachthafen liegen, und der Oberstadt, die vom Gouverneurspalast und der Zitadelle dominiert wird.
Auf Korsika gibt es sieben Häfen, die von Transportschiffen oder Fähren von der französischen (Marseille, Toulon, Nizza) oder italienischen (Savona, Genua, La Spezia, Livorno, Piombino) Küste sowie aus Sardinien (Santa Teresa di Gallura, Porto Torres, Palau) angefahren werden. Diese sind L’Île-Rousse, Calvi, Propriano, Ajaccio, Bonifacio, Bastia und Porto-Vecchio. Der Fährbetrieb in Calvi ist inzwischen eingestellt.

## Geschichte

### Antike
Über eine frühgeschichtliche Besiedlung ist kaum etwas bekannt, aber bereits Phönizier, Griechen und Etrusker hatten Siedlungen im Gebiet des heutigen Calvi. Die Römer errichteten im Bereich der Unterstadt eine Siedlung namens Sinus Caesiae (möglicherweise auch Sinus Casalus), von der sich der heutige Name Calvi ableiten soll; eine andere Quelle bezieht sich für den Ortsnamen von Calvi auf das Wort "calvus" aus dem Lateinischen, das "kahl" bedeutet und insoweit die Namensgebung zurückgeht auf den ursprünglich unbewachsenen und unbesiedelten nackten Felsen, auf dem später eine Zitadelle erbaut wurde.

### Mittelalter
Nach Sarazenenüberfällen besetzte Pisa, dem Korsika durch den Papst zugesprochen wurde, im 11. Jahrhundert die Stadt. Nach Streitigkeiten zwischen Pisa und der Republik Genua über den Besitz der Insel folgte eine turbulente Zeit mit wechselnder Herrschaft zwischen korsischen Adeligen, Genua und der Krone Aragon. 1278 baten die Einwohner von Calvi Genua um Unterstützung gegen die lokalen Adeligen. So fiel Calvi in den Einflussbereich von Genua, das die Zitadelle von Calvi (und auch die von Algajola) ausbaute, Calvi einen autonomen Status und den Calvesern eine Reihe von Privilegien gewährte. Die Einwohner dankten es Genua mit Treue, auch während der Unabhängigkeitskämpfe. Noch heute sieht man am Zugang zur Oberstadt den lateinischen Leitspruch Civitas Calvi semper fidelis („Die Stadt Calvi ist immer treu“).

### Neuzeit
Im 16. Jahrhundert widerstand Calvi Eroberungsversuchen des korsischen Freiheitskämpfers Sampiero Corso und seiner Verbündeten, den Türken und Franzosen.
Im 18. Jahrhundert gab es eine kurze Zeit der korsischen Unabhängigkeit unter Pascal Paoli, die mit der Machtübernahme Frankreichs endete. Beim Versuch Paolis, mit Unterstützung durch das Königreich Großbritannien Korsika wieder unter seinen Einfluss zu bringen, wurde Calvi 1793 durch die britische Flotte weitgehend zerstört.
Nach Verlust der französischen Gebiete in Nordafrika wurde 1967 das 2e régiment étranger de parachutistes, ein Fallschirmjägerregiment der Fremdenlegion, in Calvi stationiert.

## Bevölkerungsentwicklung
| Jahr                       | 1962 | 1968 | 1975 | 1982 | 1990 | 1999 | 2009 | 2017 |
| Einwohner                  | 2258 | 2767 | 3530 | 3579 | 4815 | 5177 | 5377 | 5559 |
| Quellen: Cassini und INSEE |      |      |      |      |      |      |      |      |

## Kultur und Sehenswürdigkeiten
- Hafenpromenade
- Genuesische Zitadelle (15. Jahrhundert)

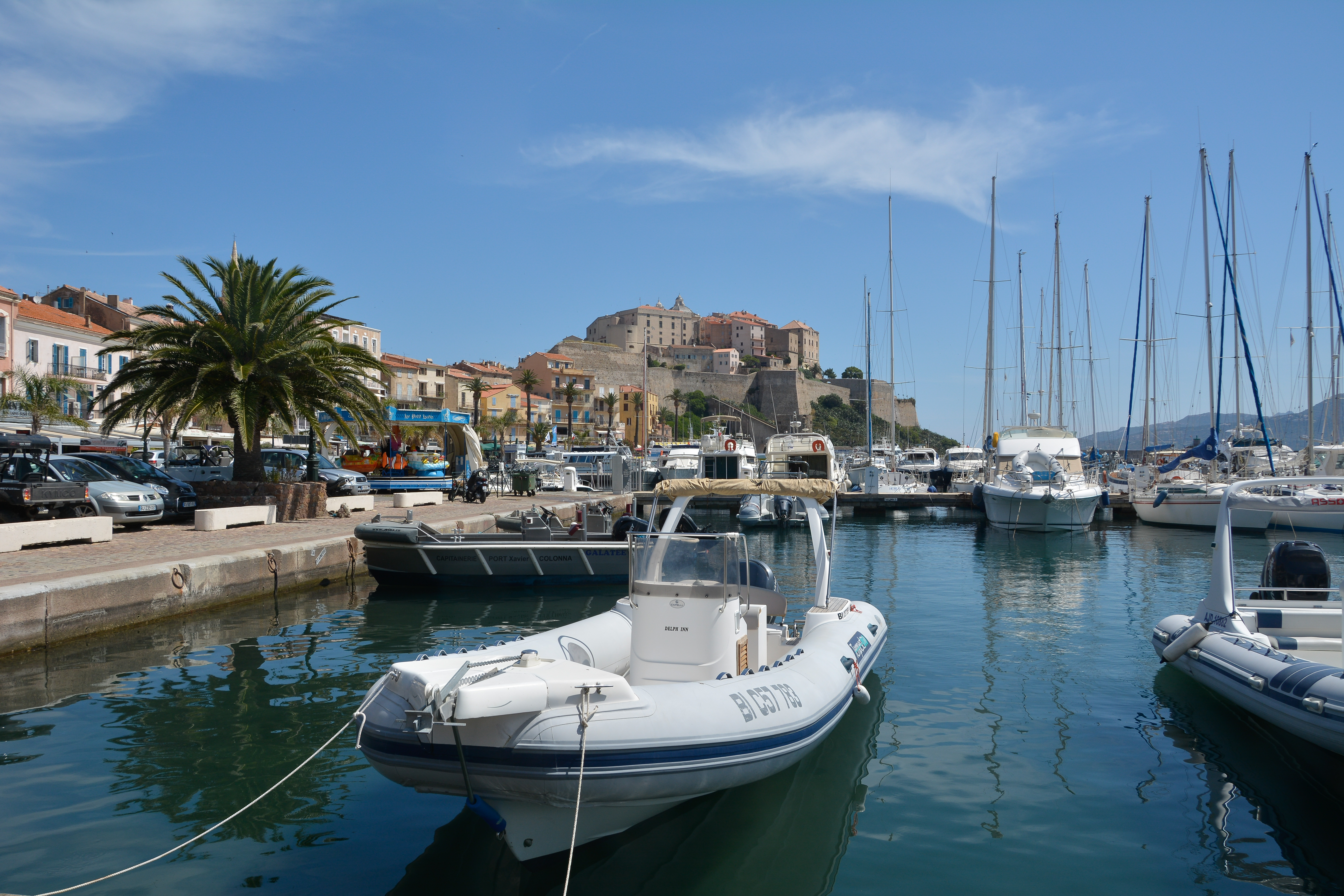
Hafenpromenade mit Zitadelle
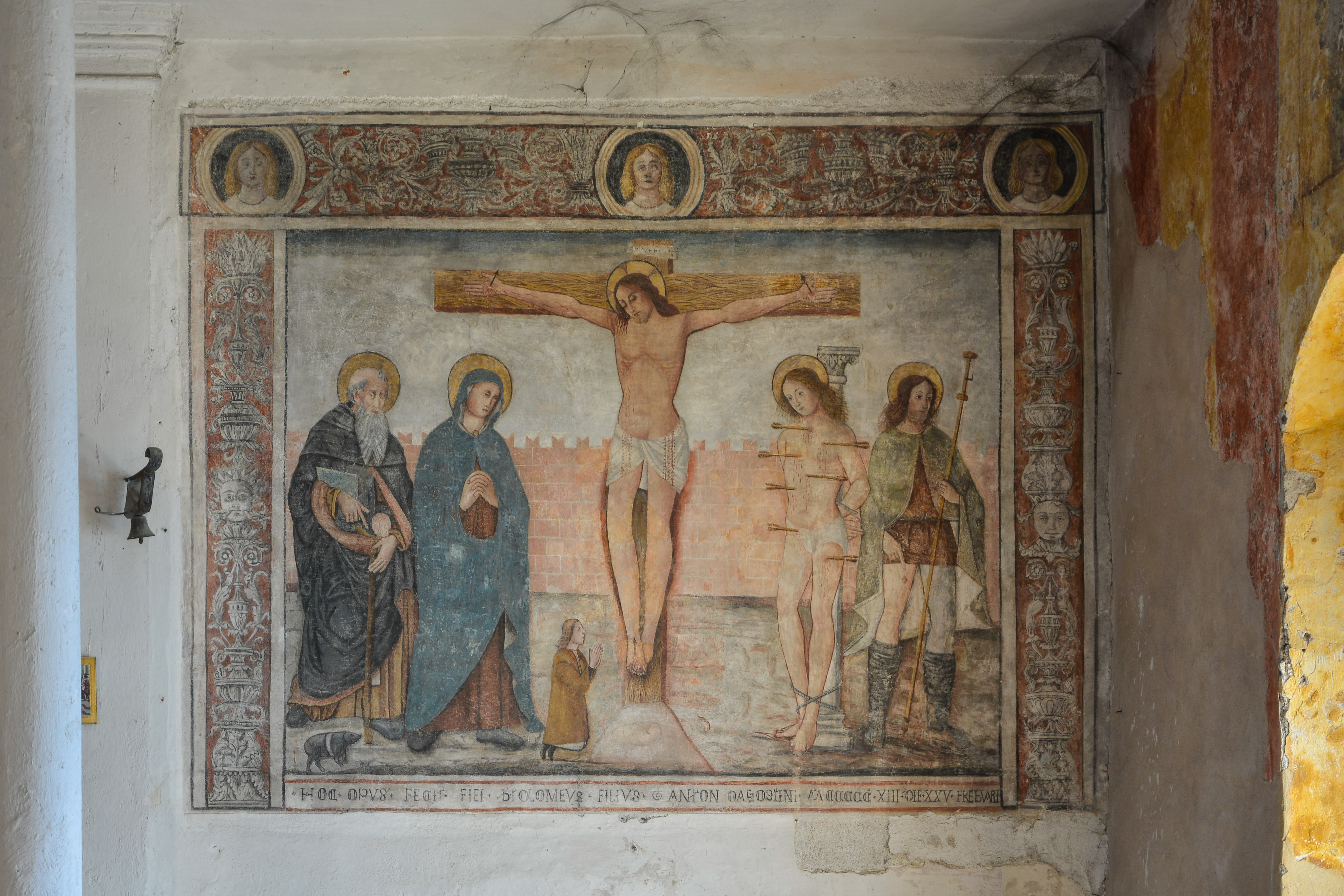
Fresco von 1513 im Oratoire Saint-Antoine
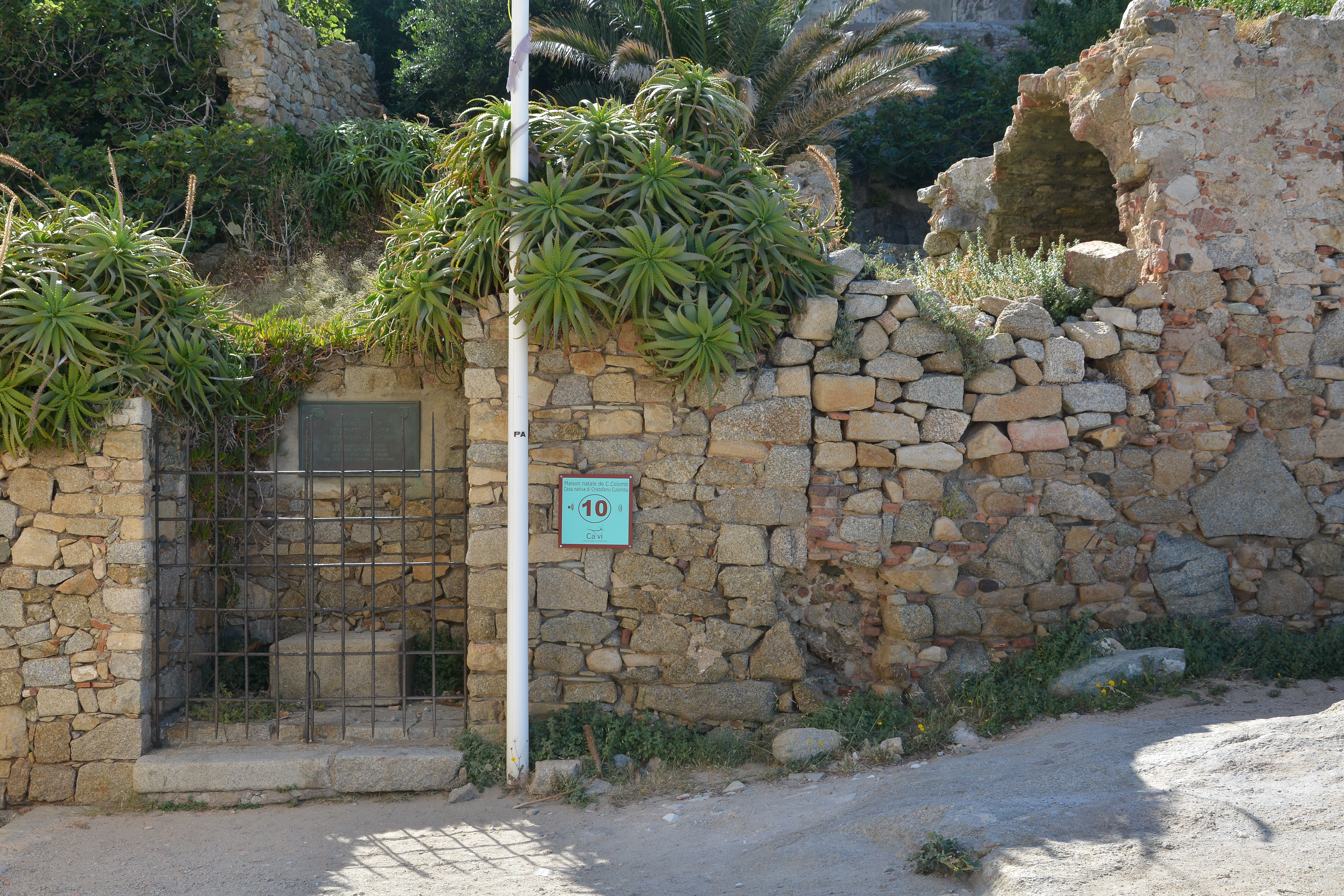
Die Grundmauern des angeblichen Geburtshauses von Christoph Columbus
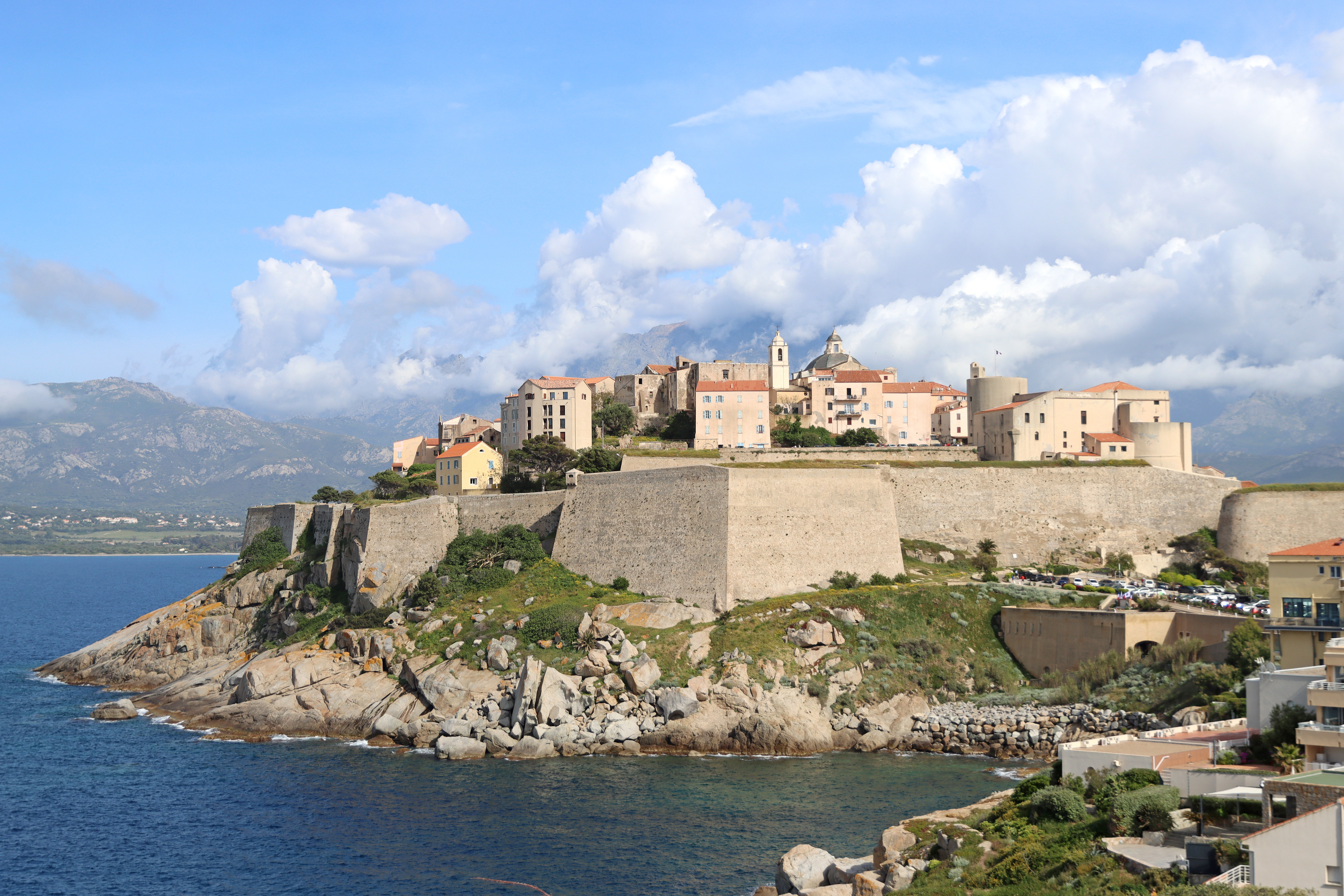
Zitadelle von Calvi (Nordansicht)

### Denkmäler

Ehrenmal der Kriegsopfer
Denkmal einer Wasserträgerin
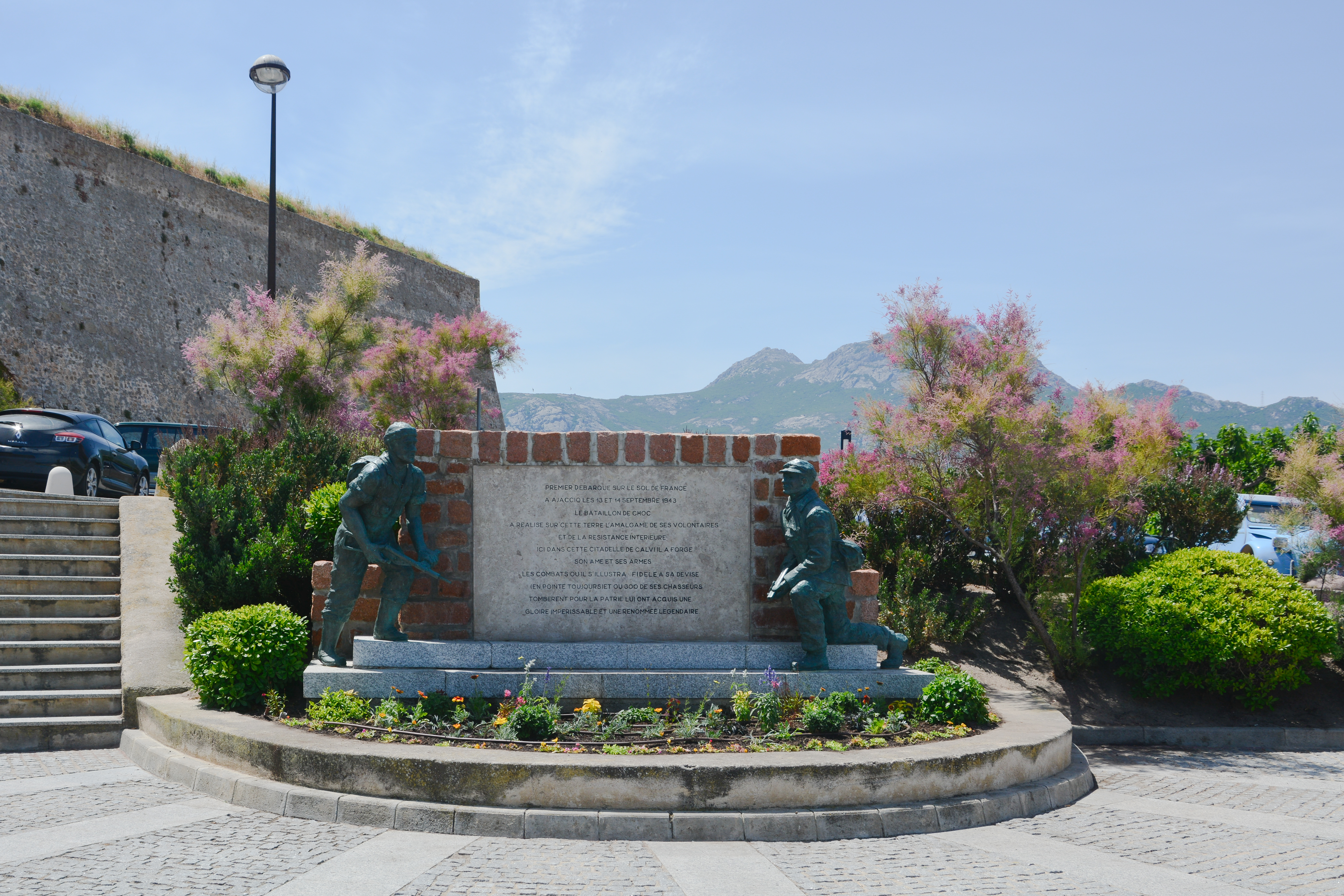
Denkmal des 1. Batalion de Choc

## Wirtschaft und Infrastruktur
Seit den 1960er Jahren ist die Stadt ein bekannter Touristenort und meistbesuchter Ort der Insel. Mehr als die Hälfte der Einwohner lebt heute vom Tourismus. In der Südhälfte der Gemeinde wird Wein angebaut.

## Verkehr

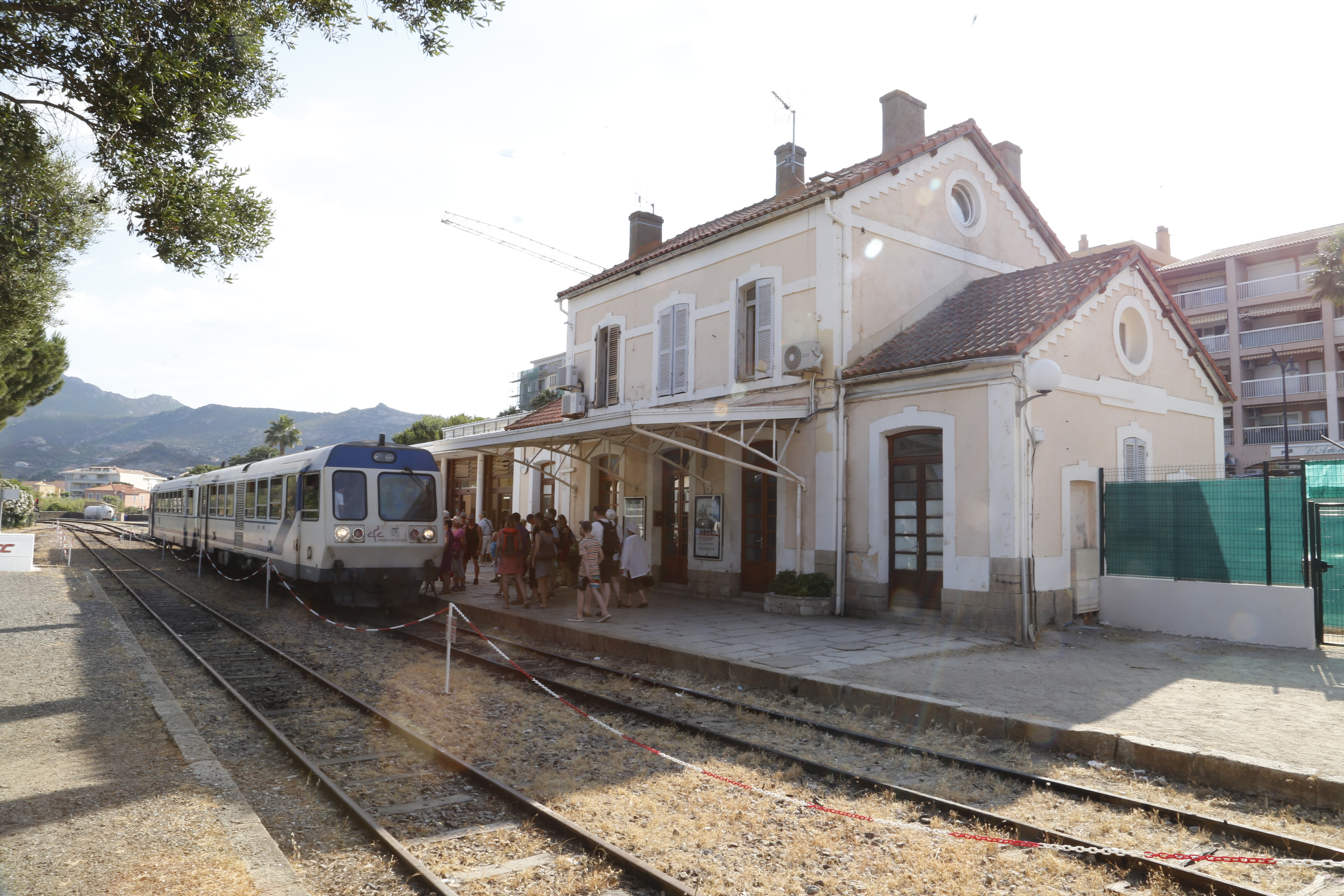
Bahnhof Calvi

Der Flughafen Calvi (Aéroport Sainte Catherine) liegt 7 km südöstlich der Innenstadt. Charterflüge werden auch ab Deutschland und Österreich angeboten.
Der Bahnhof Calvi ist End- und Ausgangspunkt der Bahnstrecke Ponte-Leccia–Calvi. Er ist betrieblich zwar ein Kopfbahnhof, das Empfangsgebäude wurde aber gleichwohl in Seitenlage errichtet. Grund dafür war, die Möglichkeit einer Streckenverlängerung in Richtung Porto offen zu halten, zu deren Bau es aber nie kam.

## Persönlichkeiten
In der Zitadelle wurde angeblich der Amerika-Entdecker Christoph Kolumbus geboren.
Calvi gehörte über Jahrhunderte zur Seerepublik Genua und wehrte sich sogar lange Zeit gegen die Unabhängigkeit Korsikas. Aus dieser Zeit stammt auch das Gerücht, Christoph Kolumbus stamme aus Korsika – schließlich beansprucht Calvi neben zahlreichen weiteren Städten in Italien, Spanien und Portugal das Privileg, Geburtsort des berühmten Amerika-Entdeckers zu sein.